# UC Browser
UC Browser (conocido también como UC Web) es un navegador web multiplataforma, creado por la compañía de software china UC Mobile, con sede en la ciudad de Guangzhou, y oficinas en Wuhan, Chengdu (República Popular de China) y Gurgaon (India).

## Características
UC Browser es un navegador web ligero que asegura aumentar la velocidad de carga de las páginas web mediante el uso de la compresión de éstas a través de un servidor intermediario. En la versión móvil ofrece la posibilidad de visualizar una simulación de la versión de escritorio de cualquier página web. Permite, además compartir archivos a través de redes sociales, la posibilidad de distribuir la pantalla en varias pestañas, e incluía un servicio de almacenamiento virtual en línea (UDisk) , este último suspendido en junio del año 2016, la posibilidad de reproducción en streaming de vídeo, y guardar páginas en formato UHTML, propio del navegador.
Se encuentra disponible en ocho idiomas: chino, inglés, ruso, vietnamita, indonesio, francés, japonés y español. El estreno de la versión beta inicial tuvo lugar en agosto de 2004.